# Slovenië op het Eurovisiesongfestival 2011
Slovenië nam deel aan het Eurovisiesongfestival 2011 in Düsseldorf, Duitsland. Het was de 17de deelname van het land op het Eurovisiesongfestival. RTVSLO was verantwoordelijk voor de Sloveense bijdrage van de editie van 2011.

## Selectieprocedure
De selectie verliep via het jaarlijkse EMA. De nationale finale vond plaats op 27 februari 2011 in Ljubljana. De nationale omroep nodigde artiesten uit voor deelname, waarna deze componisten mochten uitkiezen voor het schrijven van hun lied. Deze werden dan voorgelegd aan RTVSLO, waarna ze geaccepteerd of afgewezen werden. De keuze van de winnaar van EMA 2011 werd volledig bepaald door het publiek, via televoting. In EMA namen tien artiesten deel, waarvan er twee doorstootten naar de superfinale, diezelfde avond. Het publiek mocht opnieuw stemmen om te bepalen wie Slovenië vertegenwoordigde in Düsseldorf. Uiteindelijk viel de keuze van het Sloveense publiek op Maja Keuc met het nummer Vanilija. Voor het festival werd het lied wel vertaald naar het Engels: No one.

## EMA 2011
| Volgorde | Artiest                                  | Lied                  |
| -------- | ---------------------------------------- | --------------------- |
| 1        | Rock Partyzani                           | Time for Revolution   |
| 2        | Tabu                                     | Moje luči             |
| 3        | Nina Pušlar                              | Bilo lepi bi          |
| 4        | Maja Keuc                                | Vanilija              |
| 5        | Feliks Langus                            | Disco raj             |
| 6        | Leeloojamais                             | Slovenska             |
| 7        | April                                    | Ladadidej             |
| 8        | Sylvain & Mike Vale feat. Hannah Mancini | Ti si tisti           |
| 9        | Time to Time                             | Pravi čas             |
| 10       | Omar Naber                               | Bistvo skrito je očem |

Superfinale
| Plaats | Artiest   | Lied      | Stemmen |
| ------ | --------- | --------- | ------- |
| 1      | Maja Keuc | Vanilija  | 28.302  |
| 2      | April     | Ladadidej | 11.993  |

## In Düsseldorf
In Düsseldorf trad Slovenië aan in de tweede halve finale, op 12 mei. Slovenië was als dertiende van negentien landen aan de beurt, na Israël en voor Roemenië. Bij het openen van de enveloppen bleek dat Maja Keuc zich had weten te plaatsen voor de finale. Het was nog maar de tweede keer in de geschiedenis dat Slovenië hierin slaagde. Na afloop van het festival werd duidelijk dat Slovenië op de derde plaats was geëindigd in de tweede halve finale, met 112 punten. In de finale was Slovenië als twintigste van 25 landen aan de beurt, net na Azerbeidzjan en voor IJsland. Aan het einde van de puntentelling stond Maja Keuc op een dertiende plaats, met 96 punten.